# Марс Риконъсънс Орбитър
Марс Риконъсънс Орбитър (Mars Reconnaissance Orbiter, MRO) е мултифункционален космически апарат предназначен да извърши геологично разузнаване и изследване на Марс от орбита. Апаратът струва 720 млн. щатски долара и е построен от Локхийд Мартин под надзора на JPL. Изстрелян е на 12 август 2005 г. и достига орбита над Марс на 10 март 2006 г. През ноември 2006 г., след 5 месеца въздушно спиране, той навлиза последната научна орбита и започва основната си научна фаза.
Марс Риконисънс Орбитър съдържа множество научни инструменти като камери, спектрометри и радар, който е използван за анализа на земните форми, стратиграфията, минералите и леда на Марс. Той прокарва пътя за бъдещи космически кораби чрез ежедневни наблюдения на времето и условията на повърхността, изучаване на потенциалните места за кацане и осигуряване на нова телекомуникационна система. Когато Марс Риконисънс Орбитър навлиза в орбита, вече има 5 космически кораба в орбита или на Марс: Марс глобъл сървейър, Марс Експрес, Марс Одисей и двата роувъра за изследване на Марс; а после и рекорд за най-много кораби, работещи около или на Марс.